# Jacob van Braam
Jacob van Braam, född 1 april 1729 i Bergen op Zoom, Nederländerna, död 1 augusti 1792 i Charleville, Frankrike, var en nederländsk officer i brittisk och virginsk tjänst. Han plats i historien är som George Washingtons tolk under det fransk-indianska krigets inledningsskede, då han kom att anklagas för att genom en felöversättning ha fått denne att erkänna att han lönnmördat fänrik Jumonville.

## Cartagena

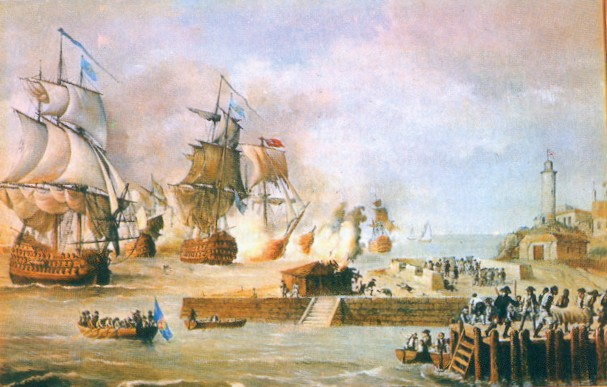
Tusentals brittiska soldater, sjömän och nordamerikanska hjälptrupper dog vid det misslyckade försöket att erövra Cartagena de Indias 1741.

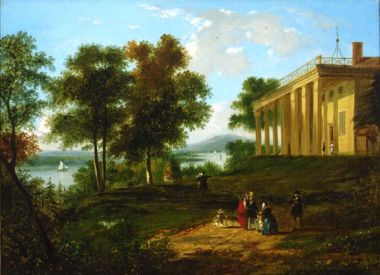
Mount Vernon där Jacob van Braam var informator åt George Washington.

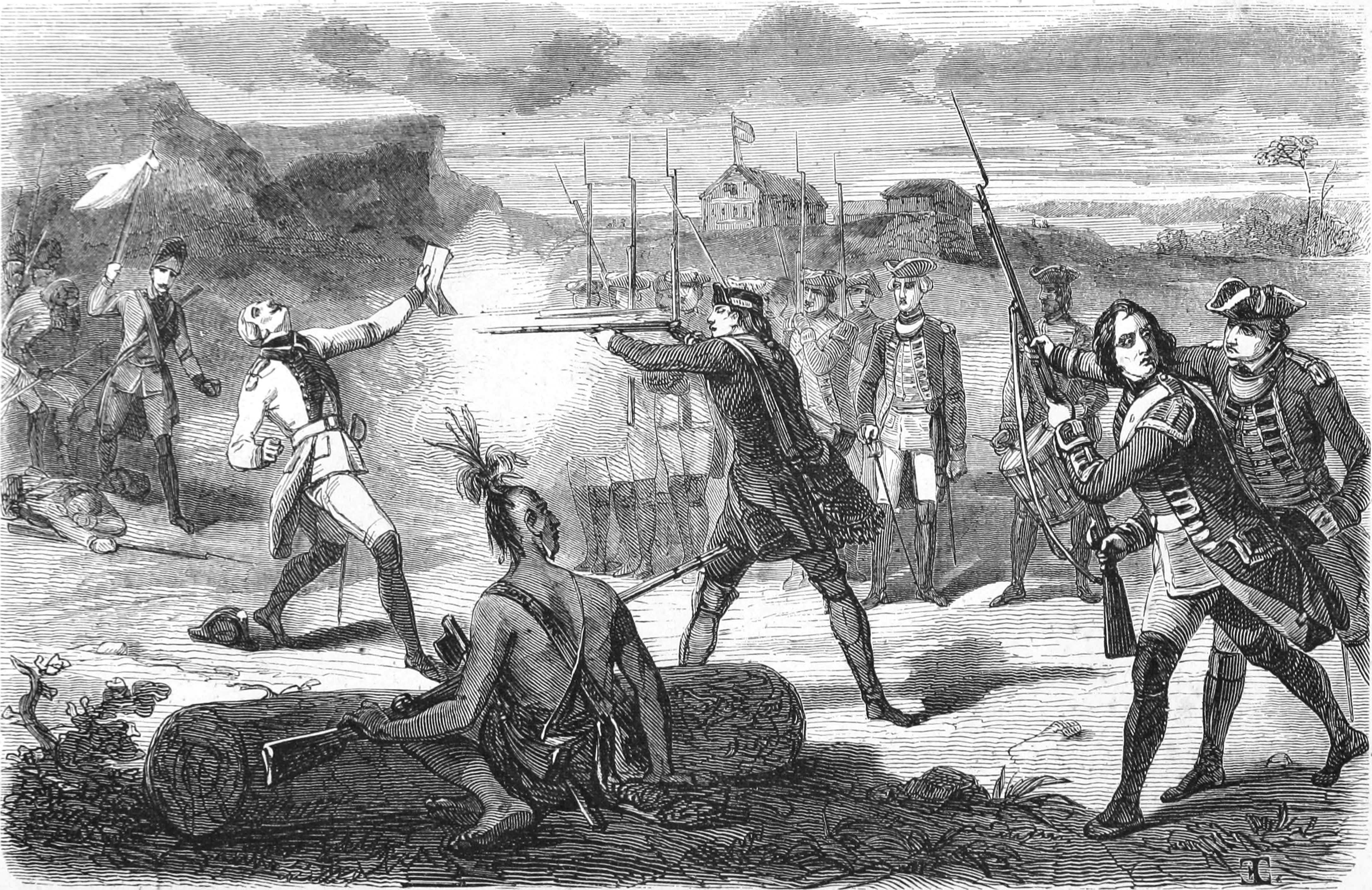
Fransk gravyr som framställer överfallet på Jumonville som ett mord.

Jacob van Braam var i brittisk tjänst under kriget om Jenkins öra och deltog i det katastrofala brittiska anfallet mot Cartagena, Colombia 1741. Där lärde han känna George Washingtons äldre bror Lawrence, som var major i Virginias provinstrupper.

## Virginia
Efter krigets slut följde Jacob van Braam med Lawrence Washington till Mount Vernon där han blev informator för den unge George, med särskilt ansvar för hans militära uppfostran genom fäktning, fortifikationslära och armékunskap. Han var frimurare och han och Washington var medlemmar av samma loge i Fredericksburg, Virginia.

## Fort Le Boeuf
När den unge George Washington som nyutnämnd major i milisen fick i uppdrag av guvernör Robert Dinwiddie att genomföra en beskickning till det franska fortet Le Boeuf och överlämna en officiell skrivelse från guvernören med uppmaning till fransmännen att överge Ohiolandet, medföljde Jacob van Braam som fransk tolk.

## Överfallet på Jumonville
När fransmännen vägrade lämna Ohiolandet gav guvernör Dinwiddie 1754 George Washington, som då var nyutnämnd överstelöjtnant i Virginiaregementet, i uppdrag att med en truppstyrka avhysa dem från det franska Fort Duquesne. Till denna styrka hörde även Jacob van Braam, som nu var kapten i Virginiaregementet. När fortets kommendant fick vetskap om Washingtons expedition sände han ut ett litet detachement under fänrik Jumonville, med uppdrag att utröna om Washington trängt in på franskt territorium. När Washington genom Cristopher Gist uppmärksammats på Jumonvilles lilla styrka genomförde han ett eldöverfall på denna och Jumonville och tio kanadensare stupade.

## Gisslan
Fort Duquesnes kommendanten sände efter överfallet ut en större truppstyrka inför vilken Washington och hans trupper tvingades att kapitulera. I kapitulationsvillkoren erkände Washington att han lönnmördat Jumonville, därför att han under fredstid och utan varning låtit skjuta ned honom. Eftersom fransmännen var måna om att bevara freden vidtogs inga repressalier mot Washington utan han och hans trupper fick fritt avmarschera. Som säkerhet för att villkoren skulle uppfyllas tog fransmännen två gisslan, Jacob van Braam och Robert Stobo. I säkerhet hemma i Virginia hävdade Washington dock att van Braam inte korrekt översatt ordet assassinera, och guvernör Dinwiddie vägrade att uppfylla kapitulationsvillkoren och frige de fångar som togs den 28 maj. Den gisslan som fransmännen tagit fick därför inte återvända och van Braam förblev i fransk fångenskap till Montréal togs av brittiska trupper 1760 under det fransk-indianska kriget.

## Amerikanska frihetskriget
Efter kriget förlänades Jacob van Braam niotusen engelska tunnland mark i Virginia för sina insatser. Under det amerikanska frihetskriget tog han ställning för den brittiske kungen och blev major vid Royal American Regiment och bataljonschef vid en bataljon som tjänstgjorde i Brittiska Västindien.